# Shigella dysenteriae
Shigella dysenteriae – Gram-ujemna pałeczka i względnie beztlenowa, niezdolna do ruchu. Podobieństwa morfologiczne, genetyczne oraz fizjologiczne wskazują na pokrewieństwo z enteroinwazyjnymi bakteriami Escherichia coli. Najczęściej zakażenie tą bakterią następuje drogą fekalno-oralną przez skażony pokarm i wodę lub przez kontakt bezpośredni, w tym kontakt seksualny. Zakażenie wywołuje rozwolnienie i bóle brzucha.

## Morfologia i fizjologia
Wraz z bakterią E. coli zalicza się do enterobakterii. W rozróżnianiu tych dwóch bakterii używany jest fakt, iż Shigella nie jest w stanie rozkładać laktozy, nie posiada również dekarboksylazy potrzebnej do rozkładu lizyny. Można je również rozróżnić metodami serologicznymi.

## Czynniki determinujące chorobotwórczość

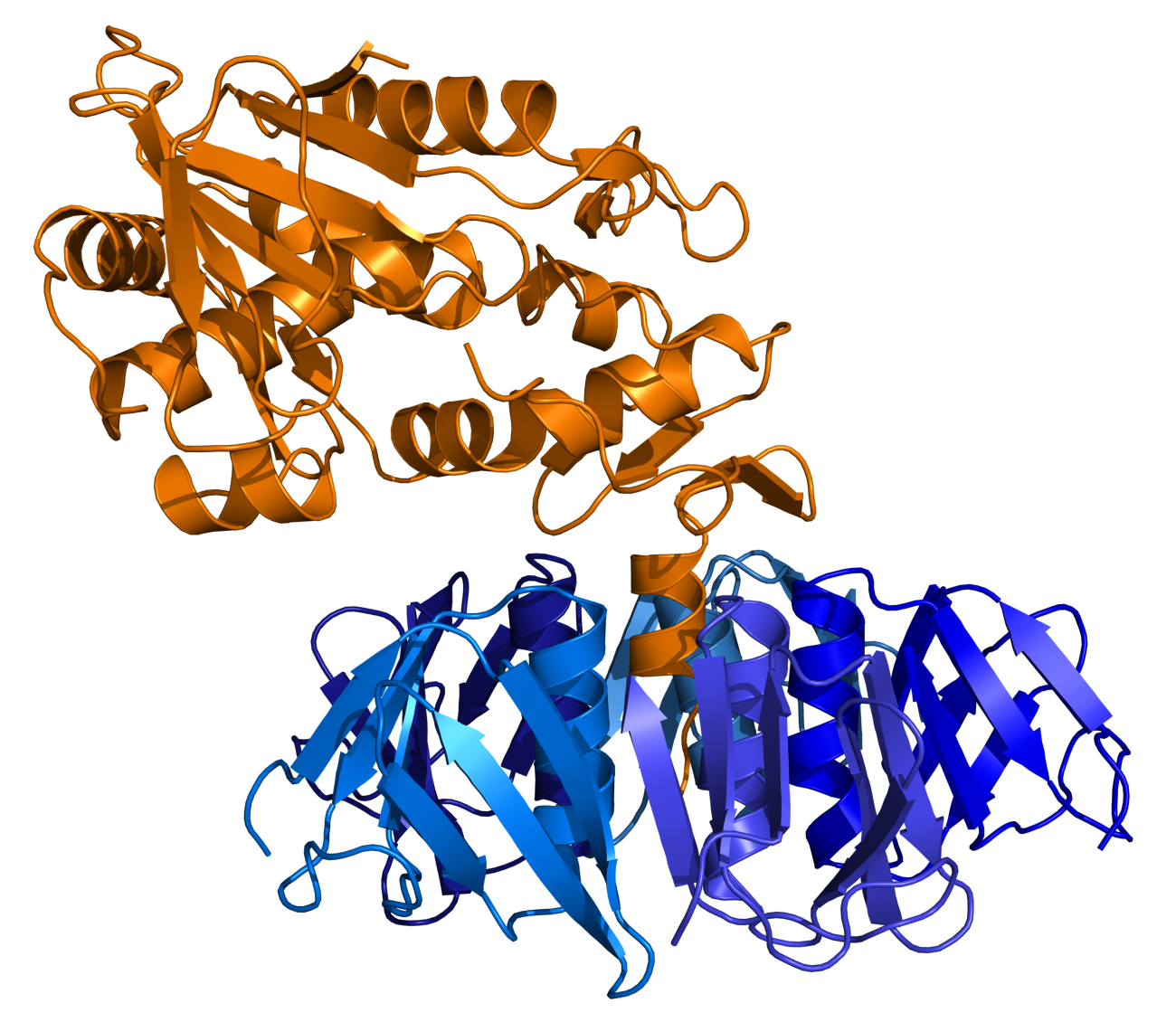
Wizualizacja komputerowa toksyny Shiga. Podjednostkę A oznaczono kolorem pomarańczowym, a podjednostkę B (tworzącą β-pentamer) oznaczono w odcieniach koloru niebieskiego.

Za chorobotwórczość S. dysenteriae odpowiedzialne są:
- Inwazyjne antygeny odpowiedzialne za adhezję i penetrację do komórek nabłonka okrężnicy;
- Białka odpowiedzialne za szerzenie wewnątrzkomórkowe;
- Toksyna czerwonkowa (toksyna Shiga).

## Patogeneza i objawy kliniczne
Shigella jest czynnikiem etiologicznym czerwonki bakteryjnej (shigellosis). Zakażenie jest ograniczone do błony śluzowej i podśluzówki okrężnicy.
Objawami klinicznymi są biegunki z kurczowymi bólami brzucha oraz oddawaniem małych ilości krwawego stolca. Może rozwinąć się również zespół hemolityczno-mocznicowy, prowadzący do niewydolności nerek.

Przeczytaj ostrzeżenie dotyczące informacji medycznych i pokrewnych zamieszczonych w Wikipedii.